# Architecture d'entreprise
 (août 2024).
L'objectif de l'architecture d'entreprise est d'aligner la stratégie du système d'information sur la stratégie des organisations.
Elle s'appuie sur différents frameworks ou cadres d'architecture.

## L'Architecture d'Entreprise et les différents frameworks
L'architecture d'entreprise est une école visant à représenter de manière systémique l'entreprise, sous forme de composants.
Ainsi, le découpage en composants permet à l'entreprise de faciliter les assemblages.
Elle se concentre sur la structure, les interactions et la cohérence entre les divers composants de l'entreprise tels que les processus, les informations, les applications et l'infrastructure. Les méthodes d'architecture visent à mettre en place des principes ainsi qu'un cadre d'architecture dit "de référence".
C'est une démarche visant à aligner avec la stratégie d'entreprise l'ensemble des couches de l'entreprise, (métier, fonctionnelle, applicative, technique, ...). Née dans les années 1970 chez IBM, elle avait pour ambition de faire participer les acteurs métiers à la mise en œuvre du système d'information.

## Les pionniers de l'Architecture d'Entreprise
Le cadre Zachman, le framework des schémas directeurs des années 80.
En 1987, John Zachman, professionnel du marketing d'IBM, publia un article intitulé "A Framework for Information Systems Architecture".
Cet article a jeté les bases de ce qui est maintenant connu sous le nom de 'Cadre Zachman', une méthodologie pionnière dans le domaine de l'architecture d'entreprise. Le Cadre Zachman propose une structure en matrice permettant de décrire une entreprise de manière exhaustive à travers différentes perspectives et niveaux d'abstraction.
TOGAF (The Open Group Architecture Framework), le plus populaire.
Parmi les cadres d'architecture les plus reconnus, on trouve TOGAF, développé par The Open Group dans les années 1990.
TOGAF offre une approche détaillée comprenant des outils, des techniques et une méthodologie claire.
Il se compose de quatre domaines principaux : l'architecture métier, l'architecture des données, l'architecture applicative et l'architecture technique. TOGAF est largement utilisé dans le monde entier pour rationaliser et structurer les initiatives d'architecture d'entreprise.
Autres frameworks d'Architecture d'Entreprise
ArchiMate, l'outil de cartographie.
ArchiMate, développé par The Open Group, est un langage de modélisation pour l'architecture d'entreprise.
Il fournit une notation visuelle pour décrire, analyser et visualiser les relations entre les domaines métiers, applicatifs et technologiques. ArchiMate est souvent utilisé en complément de TOGAF pour offrir une représentation plus précise et détaillée des architectures.
FEAF (Federal Enterprise Architecture Framework), le framework Étatique.
Le Federal Enterprise Architecture Framework (FEAF) a été développé par le gouvernement des États-Unis pour aider les agences fédérales à structurer et organiser leurs architectures d'entreprise.
FEAF se concentre sur l'alignement des ressources IT avec les missions et les objectifs stratégiques des agences.
Gartner Enterprise Architecture Framework
Le framework proposé par Gartner met l'accent sur une approche basée sur les résultats et la valeur pour l'entreprise. Il propose un ensemble de meilleures pratiques et de méthodologies pour aider les entreprises à aligner leurs stratégies IT avec leurs objectifs commerciaux.
DoDAF (Department of Defense Architecture Framework), le framework de l'armée des États-Unis.
DoDAF est un framework d'architecture d'entreprise utilisé par le ministère de la Défense des États-Unis.
Il fournit une structure pour le développement, l'organisation et la représentation des architectures pour soutenir les missions et les opérations de défense.
SABSA (Sherwood Applied Business Security Architecture), le framework pour la cybersécurité.
SABSA est un framework axé sur la sécurité de l'information. Il est utilisé pour développer des architectures de sécurité IT et de gestion des risques. SABSA propose une approche intégrée pour aligner les aspects de sécurité avec les besoins métiers.
DYNAMAP, le framework simplifié et allégé.
DYNAMAP est un framework d'architecture d'entreprise permettant d'intégrer de manière simplifiée l'architecture d'entreprise dans les organisations.
Il se distingue par son approche pragmatique et sa facilité d'adoption, rendant l'architecture d'entreprise accessible même aux entreprises de taille moyenne.
DYNAMAP propose une méthodologie claire et des outils pratiques pour structurer efficacement les initiatives d'architecture d'entreprise, tout en alignant étroitement les objectifs métiers et technologiques.
Les bénéfices de l'Architecture d'Entreprise
L'architecture d'entreprise va contribuer à une meilleure agilité de l'entreprise et en particulier de son système d'information, permettant de répondre aux évolutions rapides des organisations et de leur environnement.
Les entreprises adoptent cette démarche pour assurer une meilleure standardisation, rationaliser les investissements IT, éviter la redondance des processus et aligner plus étroitement les objectifs métiers et technologiques.
L'architecture d'entreprise est essentielle pour structurer et aligner les différentes composantes d'une entreprise, assurant ainsi une meilleure agilité et une cohérence stratégique.
Les frameworks comme le Cadre Zachman, TOGAF, ArchiMate, FEAF, Gartner, DoDAF, SABSA, DYNAMAP offrent des approches variées pour intégrer ces principes au sein des organisations, répondant aux besoins spécifiques et aux contextes de chaque entreprise.

## Défis et Critiques
Bien que l'architecture d'entreprise offre de nombreux avantages, sa mise en œuvre peut rencontrer des obstacles. Les défis courants incluent la résistance au changement, la complexité de certains cadres et la nécessité d'une coopération interdépartementale. Malgré son importance, certains critiques estiment que, sans une mise en œuvre appropriée et un soutien continu, les initiatives d'architecture d'entreprise peuvent ne pas apporter la valeur attendue.